# HD 8671
HD 8671 — жёлто-белая звезда главной последовательности, находящаяся в созвездии Андромеда на расстоянии приблизительно 139,15 св. лет от Земли. По состоянию на 2007 год, радиус звезды оценивается в 2,15 солнечного радиуса. Исходя из положительной радиальной скорости, звезда удаляется от Солнца. Возраст звезды составляет 2,5—2,7 млрд лет. Планет у HD 8671 обнаружено не было. Звезда видима невооружённым глазом на ночном небе.